# Koeveringse molen
De Koeveringse molen is een voormalige standerdmolen op de grens van de voormalige gemeenten Sint-Oedenrode, Veghel en Schijndel. De windmolen had de reputatie de oudst bekende windmolen van Nederland te zijn. Er zijn plannen om de molen te herbouwen.

## Geschiedenis
De stichtingsdatum van de Koeveringse molen dateert van 6 december 1299. In dat jaar kreeg Arnold Heym van Hertog Jan II van Brabant het verlof om een molen te bouwen op de plek waar de gemeentegrenzen van Sint-Oedenrode, Veghel en Schijndel samenkomen. De molen stond met twee staanders op Rooise grond, 1 staander op Veghelse grond en 1 staander op Schijndelse grond. Als gevolg daarvan, mocht de molenaar voor de inwoners van drie gemeenten malen. Op een kaart uit 1590 wordt de molen dan ook wel aangeduid onder de benaming De Drie Gemale.

## Betwisting van het maalrecht
Het maalrecht van de molen is in de zeventiende en achttiende eeuw een aantal keer betwist. Daarbij liepen de gemoederen hoog op. In 1738 verklaart een grote groep inwoners van Sint-Oedenrode, Veghel en Schijndel voor de schepenbank van Veghel, dat zij “altijt hebben gehouden, en van hunne jonkheijt af, van hunne ouders en andere ouderlingen ook altijt van over memorie van menschen hebben hooren houden, voor waar dat den Coeveringse cooren wintmolen is staande op de te saeme loopende limietscheijdinge van de vrijheijt St. Odenrode en van den dorpe van Veghel en Schijndel der voegen dat den eenen pilaar van voors. molen is staende op het territori ofte grond van dorpe van Veghel, en een ander op het territoir of grond van den dorpe van Schijndel en de twee overige op het territoir ofte gront der vrijheijt St. Odenrode en dat op den standaert van den selven molen de te saeme loopende limietscheijdinge van voors. Drije dorpen souden sijn.”

### De maaltwist met Veghel
In 1688 is Albert Ferdinand, graaf van Berlo en generaal-majoor in dienst van de Verenigde Provinciën de eigenaar van de Veghelse windmolen. Deze molen is in zijn bezit gekomen uit het huwelijk met Joanna Philippina van Erp, dochter van Walraven van Erp, heer van Veghel en Erp. Het hekelt Van Berlo, dat de Koeveringse molen niet hoeft mee te betalen in de belastingen van de gemeente Veghel. Het hekelt hem ook, dat inwoners van Veghel hun granen laten malen op de Koeveringse molen. Daarom laat hij soldaten uit het op zijn kasteel Frisselstein gelegerde ruitertroep actie ondernemen. Onder dwang moeten Veghelaren die hun graan hebben laten malen op de Koevering hun meel afstaan of in Veghel laten malen. Het loopt uit de hand als een van de Veghelse inwoners daarbij mishandeld wordt door ene La Montangni, soldaat onder Van Berlo.
In 1698 is het de Veghelse molenaar Gijsbert Jan Teunis die het maalrecht van de Koeveringse molen aanvecht bij de Raad van Brabant. Hij trok aan het kortste eind.

### De maaltwist met Schijndel
Vervolgens verschijnt er in 1738 een grote groep inwoners van Sint-Oedenrode, Veghel en Wijbosch op de ‘Raadcamere’ van Veghel. Zij komen bijeen om molenaar Barthelomeus van den Heuvel bij te staan in zijn zaak tegen de molenaar van Schijndel. Daniel Antonie Kivits, zoon van de Schijndelse molenaar, had namelijk in Wijbosch een kar met meel in beslag genomen van een inwoners die de Koeveringse molen had bezocht.
Van den Heuvel geeft aan, dat de Koeveringse molen bijna een uur gaans van de markten van Veghel, Schijndel en Sint-Oedenrode op de heidevelden staat in de nabijheid van de gehuchten Koevering, Wijbosch en Eerde. Met name inwoners van Eerde onder Veghel en Wijbosch onder Schijndel maken gebruik van de molen om er hun granen te laten malen.
Met name voor de inwoners van Wijbosch is de verre ligging van de Schijndelse molen onder Middelrode een reden om hun graan op de Koeveringse molen te laten malen. Ook is de molen van Schijndel in het najaar en de winter slecht bereikbaar. Bovendien hebben de molenaars Jacob en Adriaan Coppens destijds ook voor inwoners van Wijbosch gemalen. Sterker nog, Van den Heuvel geeft aan dat “sonder het gemael van de respectieve omliggende gehughten van voors. Drije dorpen, den selven coeveringse molen geen ofte wijnig gemael soude kunnen hebben, nogte eenigsints bestaen.”
De Schijndelse molenaar trekt aan het kortste eind, want het maalrecht van de Koeveringse molen wordt opnieuw bevestigd. Sterker nog, bij deze bevestiging is ook Gijsbert Jan Teunis, inwoner van de Koevering aanwezig. Als voormalige molenaar van de Veghelse molen [1687-1713] en ooit voorvechter van het maalrecht van de Koeveringse molen, staat hij nu volledig achter Van den Heuvel.

### De maaltwist met Sint-Oedenrode
De gevallen in Veghel en Schijndel staan niet op zicht. In mei 1754 wordt hetzelfde relaas over het maalrecht van de Koeveringse molen voor de schepenbank van Sint-Oedenrode herhaald. Blijkbaar werd toen het maalrecht eveneens betwist door een Rooise molenaar.

### Market Garden
In juli 1912 brandde de bestaande Koeveringse molen af. Ter vervanging werd vanuit Langenboom bij Mill een molen gehaald, die echter op 25 september 1944 tijdens Operatie Market Garden werd verwoest door oorlogsgeweld.

## Toekomstplannen
Ter gelegenheid van de 750 jaar stadsrechten van Sint-Oedenrode werd er in 1982 als aandenken aan de Koeveringse molen een monument opgericht door de Heemkundige Kring 'De Oude Vrijheid'. Vanaf 2007 leven er echter meer concrete plannen tot de herbouw van de molen.
binnen het Masterplan Vlagheide, een intergemeentelijk project van Sint-Oedenrode, Schijndel en Veghel met als doel het ontwikkelen van een nieuw recreatief landschap. Het ter plaatse gelegen landschap valt binnen het zogenaamde Groene Woud, het nationale landschap van de Meierij. Het comité ‘Herbouw Koeveringse molen’ heeft op 3 november 2008 een rapport over de herbouwmogelijkheden aangeboden aan de leden van de stuurgroep Vlagheide, waarin vertegenwoordigers van de drie deelnemende gemeenten Schijndel, Sint-Oedenrode, Veghel en de provincie Noord-Brabant zitting hebben. Uit het rapport blijkt duidelijk dat er reële mogelijkheden bestaan om de molen te kunnen herbouwen. Op 24 september 2009 is de Stichting Koeveringse molen opgericht.